# Deep South Wrestling
La Deep South Wrestling è una federazione di wrestling statunitense con sede nella città di Griffin (Georgia), posseduta dall'ex arbitro Nick Patrick.

## Storia

### Prima versione (1985–1988)
La Deep South Wrestling venne fondata per la prima volta il 12 febbraio 1985, quando il wrestler Jody Hamilton decise di aprire un centro di allenamento a Lovejoy (Georgia) per poter aiutare i giovani atleti ad esibirsi nella National Wrestling Alliance e nell'American Wrestling Association.
In seguito ad un grave infortunio alla schiena accorso in un match contro Randy Rose, Hamilton ritenne di non essere più in grado di gestire la federazione e la vendette ad un imprenditore sconosciuto; quest'ultimo, dopo averla sfruttata come marchio di abbigliamento, chiuse i battenti il 18 ottobre 1988.

### Seconda versione (2005–2007)
Nella primavera del 2005, la World Wrestling Entertainment raggiunse un accordo con Jody Hamilton per riaprire la Deep South Wrestling ed utilizzarla come territorio di sviluppo nell'area di McDonough (Georgia); il primo show si svolse il 1º settembre 2005, quando Mike Mizanin vinse il titolo massimo.
Il 18 aprile 2007 la World Wrestling Entertainment annunciò la fine del rapporto di collaborazione con la Deep South Wrestling; il giorno seguente, il sito ufficiale della DSW confermò la cancellazione delle registrazioni degli spettacoli televisivi e la chiusura del centro di allenamento. Molti dei wrestler sotto contratto con la federazione vennero inviati nella Ohio Valley Wrestling e nella Florida Championship Wrestling, altri territori di sviluppo della WWE.
Il 30 aprile 2009 Jody Hamilton annunciò alla stampa di aver intentato una causa legale contro la WWE; Hamilton affermò che la federazione di Stamford aveva violato i termini del contratto intenzionalmente per motivi economici. Il 25 gennaio 2010 la causa si risolse per via extragiudiziale, in seguito al pagamento di una cifra non precisata da parte della WWE.

### Terza versione (2020–presente)
Il 26 febbraio 2021 il figlio di Jody Hamilton, Nick Patrick, rifondò la Deep South Wrestling per la terza volta; la sede fu spostata nella città di Griffin (Georgia).